# 帕爾·斯維爾·哈根
帕爾·斯維爾·哈根（挪威語：Pål Sverre Valheim Hagen，1980年11月6日—）是挪威的一位演員，出生在斯塔萬格。他在2012年憑藉電影孤筏重洋獲得奧斯卡獎提名。在2000年至2003年，他就讀於奧斯陸國家戲劇學院。他表示過自己曾夢想成為一名海洋生物學家。

## 外部連結
- 帕爾·斯維爾·哈根在互联网电影资料库（IMDb）上的資料（英文）
- Film Movement